# Derrick de Kerckhove

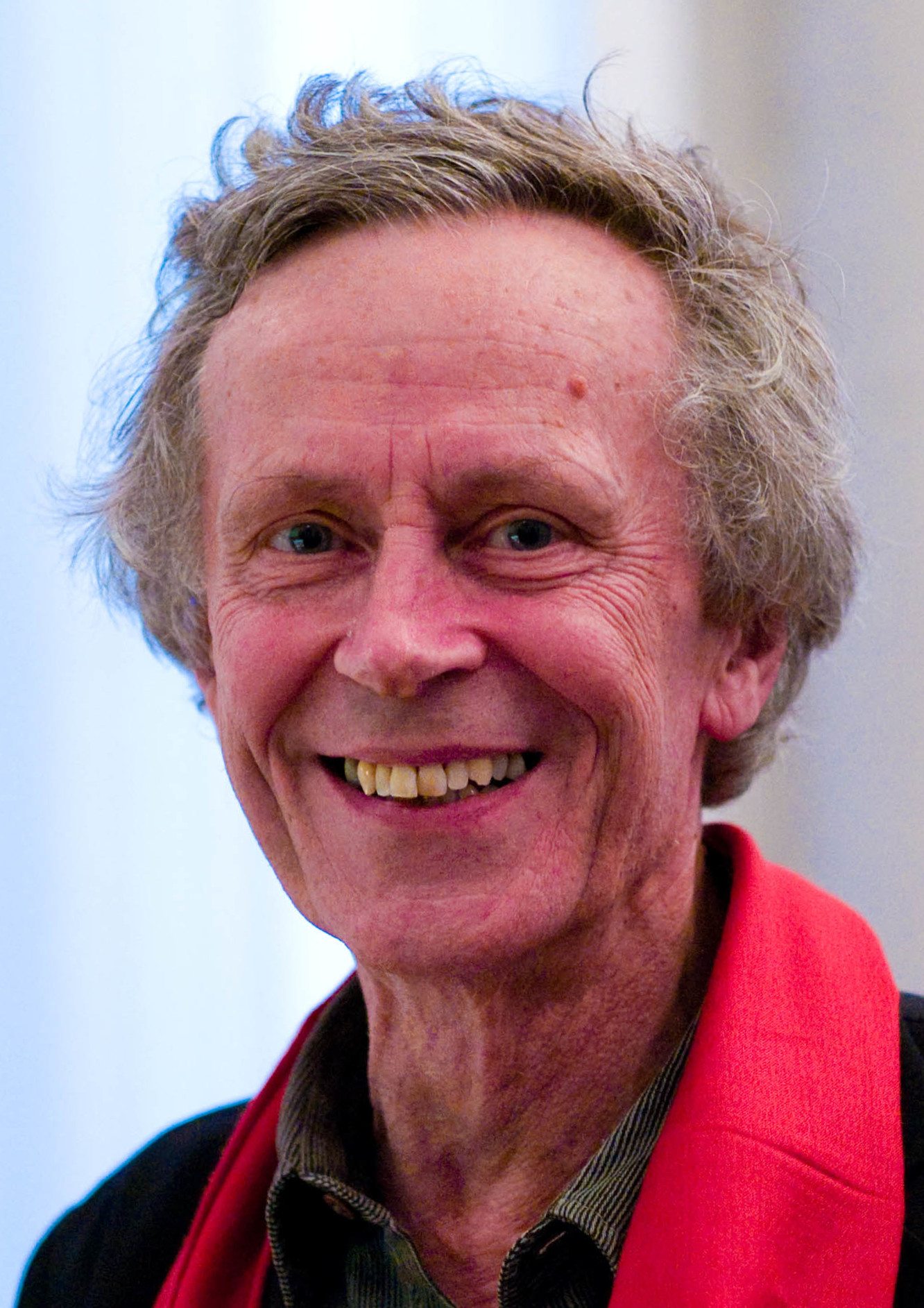
Derrick de Kerckhove

Derrick de Kerckhove (Wanze, 30 mei 1944) is directeur van het McLuhan Program in Culture and Technology, auteur van The Skin of Culture and Connected Intelligence en professor aan de faculteit Frans aan de Universiteit van Toronto (Canada). De Kerckhove is geboren in België en heeft de Belgische en de Canadese nationaliteit.
De Kerckhove promoveerde in 1975 in de Franse taal en literatuur aan de Universiteit van Toronto. Hij was van 1972 tot 1980 verbonden aan het Centre for Culture and Technology (Centrum voor Cultuur en Technologie) en werkte voor meer dan 10 jaar samen met Marshall McLuhan als vertaler, assistant en co-auteur.
De Kerckhove is lid van het Vivendi Institut de prospective waar hij verantwoordelijk is voor het onderzoek naar toekomstige technologische en zakelijke ontwikkelingen van nieuwe technologieën. Hij is door de Franse regering benoemd in de order van "Les Palmes académiques" en is sinds 1995 lid van de Club van Rome.

## Publicaties
- Understanding 1984 (UNESCO, 1984, redacteur) - Verzameling essays over McLuhan, cultuur, technologie en biologie
- McLuhan e la metamorfosi dell'uomo (Bulzoni, 1984, redacteur samen met Amilcare Iannucci) - Verzameling essays over McLuhan, cultuur, technologie en biologie
- The Alphabet and the Brain (Springer Verlag, 1988, redacteur samen met Charles Lumsden) - Een wetenschappelijke beschouwing van de invloed van het westerse alfabet op de fysiologie en psychologie van het menselijke cognitieve proces.
- La civilisation vidéo-chrétienne (1990/1991)
- Brainframes: Technology, Mind and Business (Bosch & Keuning, 1991) - Over het verschil in invloed van televisie, computers en hypermedia op bedrijfscultuur en economische markten.
- The Skin of Culture (Somerville Press, 1995) - Verzameling essays over de nieuwe elektronische werkelijkheid.
- Connected Intelligence (Somerville, 1997) - Over nieuwe media en cognitieve processen.
- The Architecture of Intelligence (2000/2001)
- McLuhan for Managers: New Tools for New Thinking (2003, samen met Mark Federman)
- Verwacht: Een boek over de geschiedenis van podiumvoorstellingen, van het oude Griekse theater tot hedendaagse opera (samen met Francesco Monico).